# The Queers
The Queers é uma banda de punk rock americana formada em 1982 por Portsmouth, New Hampshire de Hampshire Joe King (A.K.A. Joe Queer). Supostamente, o nome 'Queers' foi usado simplesmente para empurrar o divertimento no que ele chamou a comunidade de Art Fag no New Hampshire. A banda originalmente rompeu-se em 1984, mas reformou com Joe Queer e uma nova formação em linha em 1990.

## Obra
The Queers tocam um estilo de pop punk derivado dos Ramones. Assim como estes, suas letras são basicamente sobre garotas, álcool, e se divertir. Musicalmente a banda mescla o estilo de guitarra dos Ramones juntamente com solos de acompanhamento e melodias vocais. A banda é descrita como o encontro dos Ramones com os Beach Boys. Ben Weasel do Screeching Weasel compôs juntamente com Joe Queer em muitas ocasiões. A banda é conhecida por fazer versões punks de outras bandas clássicas como Beach Boys, Ramones, Unnatural Axe, The Nobodys, Angry Samoans, The Mr. T Experience, Skeeter Davis, The Fantastic Baggys, The Who, The Undertones, The Hobos, Tommy James and The Shondells, Helen Love, The Catalogs, The Banana Splits entre muitos outros.

## Membros
- Joe Queer (Vocals/Guitar) (1982-1984, 1990-Present)
- Tulu (Bass/Drums) (1982-1984)
- Wimpy (Drums/Vocals) (1982-1984)
- Wade Ashley (1982-1984)
- Keith Hages (Bass) (1984)
- Hugh O'Neill (Drums/Vocals) (1990-1993, 1995) (deceased)
- Sean Rowley (Guitar) (1990-?)
- Greg Urbatis (Bass) (1990-?)
- B-Face (Bass/Vocals) (1993-?)
- Jay (Drums) (1993)
- Dan Vapid (Guitar/Vocals) (1994)
- Danny Panic (Drums) (1994)
- Erick Coleman (guitar) (1995-1996)
- Metal Murf Cretin (guitar) (1996)
- Hunter Oswald (drums) (1996)
- Geoff Useless (Bass/Vocals) (1998, 2006-2007)
- Rick Respectable (Drums/Vocals) (1998)
- Dangerous Dave (Guitar/Vocals/Keyboards) (1998-2002, 2006-Present)
- Chris Cougar Concentration Camp (Bass/Vocals) (1998-1999)
- Steve Stress (Drums) (1998-?)
- Lurch Nobody (Drums/Vocals) (2000-2001)
- Isaac Lane (Bass) (2001)
- Matt Drastic (Drums) (2002) (2007-Present)
- Dave 'Salsaman' Trevino (Drums) (2003-2006)
- Phillip Hill (Bass/Vocals) (2002-2006)
- Dusty Watson (Drums, Vocals) (2004)
- Ben Vermin (Bass) (2006,2007-Present)
- Ryan Kwon Doe (Drums) (2006)
- Jeff Dewton (Guitar) (2007)
- Adam Woronoff (Drums) (2007)

## Discografia
- Love Me 7" - 1982
- Webelos 7" - 1984
- Grow Up - 1990, Shakin' Street (UK) / reissue 1994, Lookout! Records
- Love Songs for the Retarded - 1993, Lookout! / reissue 2006, Asian Man Records
- Beat Off - 1994, Lookout! / reissue 2007, Asian Man Records
- Rocket to Russia - 1994, Selfless Records
- Surf Goddess EP - 1994, Lookout!
- Move Back Home - 1995, Lookout! / reissue March 2007, Asian Man Records
- A Day Late And A Dollar Short (compilation) - 1996, Lookout!
- Bubblegum Dreams 7" - 1996, Lookout!
- Don't Back Down - 1996, Lookout!
- Everything's OK EP - 1998, Hopeless Records
- Punk Rock Confidential - 1998, Hopeless
- Later Days And Better Lays - 1999, Lookout!
- Beyond The Valley... - 2000, Hopeless
- Live In West Hollywood - 2001, Hopeless
- Today EP - 2001, Lookout!
- Pleasant Screams - 2002, Lookout! / reissue July 2007, Asian Man Records
- Summer Hits No. 1 - 10-19-2004 Suburban Home Recordings
- Weekend at Bernie's (live)- 2006
- Munki Brain - Released February 6, 2007 on Asian Man Records